# Hymenogaster hessei
Hymenogaster hessei är en svampart som beskrevs av Soehner 1923. Hymenogaster hessei ingår i släktet Hymenogaster och familjen Strophariaceae.   Inga underarter finns listade i Catalogue of Life.